# Ilse Glaninger-Balzar
Ilse Glaninger-Balzar (auch Ilse Glaninger-Halhuber; * 2. Mai 1919 in Innsbruck als Ilse Halhuber; † 4. November 1998 ebenda) war eine österreichische Bildhauerin.

## Leben
Ilse Glaninger-Balzar wurde als zweites Kind des Ingenieurs Max Halhuber und seiner Frau Anna, geb. Larcher, in Innsbruck geboren. Ihr älterer Bruder war der Kardiologe Max-Joseph Halhuber. Ilse Halhuber besuchte die Staatsgewerbeschule in Innsbruck, wo Hans Pontiller ihr Lehrer war. Im Zweiten Weltkrieg war sie als Rot-Kreuz-Helferin und Lazarettschwester tätig. 1943/44 studierte sie an der Akademie der bildenden Künste Wien bei Josef Müllner. 1947/48 hielt sie sich mit einem Stipendium des Französischen Kulturinstituts in Paris auf, wo sie von Ossip Zadkine und Germaine Richier beeinflusst wurde. Anschließend ließ sie sich als freischaffende Künstlerin in Innsbruck nieder. Ab 1948 erhielt sie erste öffentliche Aufträge, unter anderem im Rahmen des Kunst-am-Bau-Programms des Landes Tirol, hauptsächlich aber für Tiroler Kirchen. 1951 übernahm sie die plastischen Arbeiten am Film Blaubart.
1945 war sie Mitbegründerin der Tiroler Künstlerschaft, in der sie von 1946 bis 1952 Vertreterin der Bildhauer im Vorstand und ab 1974 Doyenne war. 1952 war sie in einer Gießerei in Rendsburg (Schleswig-Holstein) tätig.
Ihr erster Mann, Walter Glaninger, den sie 1943 heiratete, fiel noch im selben Jahr an der Front. Das gemeinsame Kind starb bei der Geburt. 1962 heiratete sie den Ingenieur Ladislaus Balzar.
Zu Ilse Glaninger-Balzars Werken zählen Statuen und Reliefs, vorwiegend in Terrakotta oder Bronze. Neben religiösen Motiven schuf sie auch Porträtbüsten von Bekannten wie Raimund Berger oder Max Mell. Ihre Skulpturen folgen der ausgewogenen Formsprache Pontillers, sind aber mit expressiven Akzentuierungen bereichert. Geschlossene Formen werden zeichenhaft-filigran aufgebrochen und stellen eine Synthese zwischen Tradition und expressiver Modernität dar.

## Auszeichnungen
- Berufstitel Professor, 1975
- Ehrenzeichen für Kunst und Kultur der Stadt Innsbruck, 1980[3]

## Werke

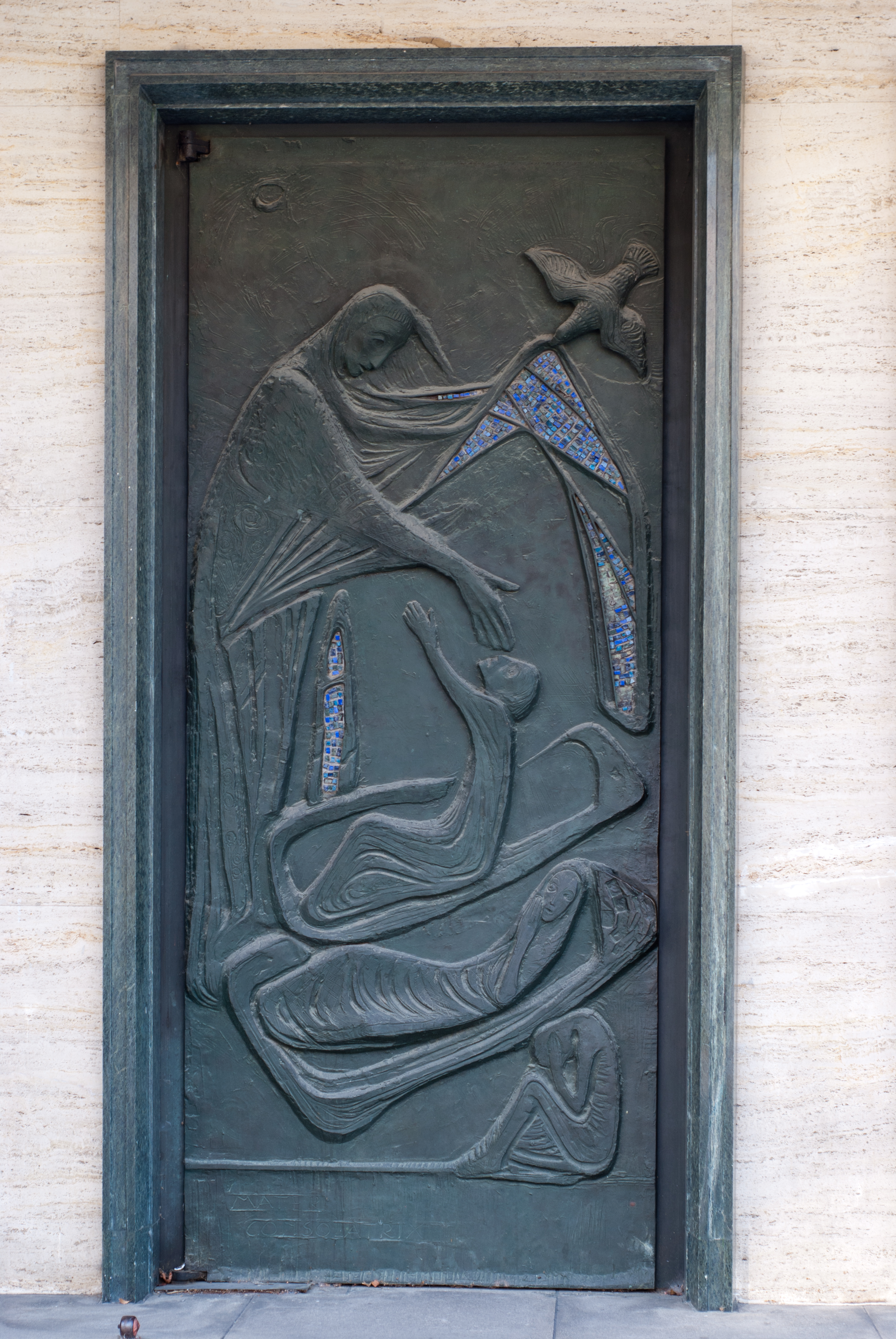
Linkes Portal Maria als Trösterin der Betrübten, Neue Pfarrkirche Wattens

- Stuckreliefs, Stadtsaal Hall in Tirol, 1948
- Terrakottarelief Zwölf Apostel, Pfarrkirche Scharnitz, 1954
- Bronze-Hochrelief Pietà, Landwirtschaftliche Landeslehranstalt Imst, 1955
- Terrakottastatue hl. Leonhard, Leonhardskapelle, Schloss Naudersberg, 1956
- Kreuzwegstationen, Amboschranken, Bronzeportale, Neue Pfarrkirche Wattens, 1957–1959[4]
- Schutzmantelmadonna (Kriegerdenkmal), Pfarr- und Wallfahrtskirche Seefeld in Tirol, 1959
- Porträtbüste Ferdinand Raimunds, Foyer des Burgtheaters, Wien, 1963
- Ausgestaltung und Adaptierung der Taufkapelle, Bronzetür, Glasgemälde, Pfarrkirche Wörgl, 1963[5][6]
- Rossbrunnen, Innsbruck-Wilten, 1971[7]
- Volksaltar, Ambo, Leuchter, Antependium und Priesterbank, Pfarrkirche Silz, 1972–1974
- Skulpturen Auferstandener, Pfingstwunder, Familienaltar, Taufaltar, Pfarrkirche Hl. Familie, Wilten-West, 1968–1976
- Bronzeskulptur Auferstandener, Auferstehungskirche, Telfs, 1977–1979
- Volksaltar, Osterleuchter, Pfarrkirche Sölden, 1979